# خوسيه أبيلو سيلفا
خوسيه رافاييل أبيلو سيلفا (بالإسبانية: José Rafael Abello Silva)‏ (الاسم المستعار: «مونو أبيلو») وهو عضوا بارزا في كارتل ميديلين الشهير في كولومبيا. يعتبر من بين كبار مهربي المخدرات في منطقة سانتا مارتا ورئيس عمليات ساحل البحر الكاريبى بالنيابة عن الكارتل. في يناير 1987، أدرج أبيلو ضمن المجموعة المكونة من 128 شخصية رئيسية متورطة بالمخدرات والذي أمر الرئيس فيرجيليو باركو بالقبض عليهم. وبالرغم من اعتقاله في بارانكيا في نفس الشهر، إلا أنه تم الإفراج عنه بعد ذلك بوقت قصير، وعلى ما يبدو أنها بمساعدة «ميغيل بينيدو باروس» عضو في مجلس الشيوخ في لا غواخيرا والمحافظ على سمعة مهربي الكوكايين.